# Svenska Vallen
Svenska Vallen kallas den rad av grund och grynnor i Stockholms skärgård som sträcker sig från Horssten i en båge via Björkskär, Lilla Nassa och Gillöga till Svenska Högarna och vidare norrut via Svenska Stenarna till Svenska Björn.
Under många hundra år var Svenska Vallen en fruktad skeppskyrkogård som sjöfarare gjorde säkrast i att undvika. Fyrarna på Svenska Högarna och Söderarm byggdes för att vägleda fartyg förbi vallen.
Idag är vallens utsida noggrant sjömätt och djupa passager som Branten förbi Gillöga in mot Stora Nassa är kända. Trots det anses området mellan Svenska Högarna och Svenska Stenarna fortfarande vara extremt svårnavigerat.